# Рюдзьо (1869)
'«Рюдзьо» (яп. 龍驤), «Стрибаючий дракон», побудований у Британії броньований корвет Імперського флоту Японії.

## Конструкція
Це був корабель з дерев'яним корпусом оснащений тараном. Оснащений двома горизонтальними паровими машинами прямої дії. Побудований на верфі Александера Гала в Абердині під ім'ям «Jho Sho Maru»

## Історія служби
Броненосець придбали для даймьо Кумамото у 1870 р., який подарував його створюваному Імперському флоту незабаром після отримання. Як найбільший корабель флоту «Рюдзьо» часто відвідував імператор Мейдзі. Броненосець використовували для супроводу дипломатичних місій, зокрема до імператорів Цін. Корабель також виконував допоміжні функції під час придушення повстань Саґа і Сацума, які були серйозною проблемою Японії 1870-тих.
Корабель сів на мілину в 1877 році і не його не піднімали майже пів року. «Рюдзьо» став навчальним кораблем після завершення ремонту в 1880 році та здійснив кілька тривалих навчальних круїзів по Тихому океану протягом 1880-х років. Його другий рейс у 1882—1883 роках був перерваний, коли майже у половини екіпажу розвинувся авітаміноз. Японський військово-морський лікар Такакі Канехіро розробив теорію про те, що хвороба була спричинена дефіцитом корисних речовин через дієту, і зміг переконати уряд повторити подорож на іншому кораблі, використовуючи більш поживний раціон. Єдині випадки авітамінозу, які виникли під час походу, були у моряків, які не дотримувалися нової дієти, що підтвердило теорію.
«Рюдзьо» перетворено на стаціонарний навчальний корабель, коли його силову установку зняли в 1887—1888 роках, і в 1890 році його передали до військово-морської артилерійської школи. Він використовувався у цей спосіб до 1906 року навіть після того, як корабель був виведений з експлуатації в 1893 році. «Рюдзьо» був проданий на металобрухт у 1908 році.